# Al-Muzahmijja
Al-Muzahmijja (arab. المزاحمية) – miasto 40 km na południowy zachód od stolicy Arabii Saudyjskiej, Rijadu. Leży w dolinie Wadi al-Batin. Założone w XVI wieku. Według spisu ludności z 2010 roku liczyło 30 164 mieszkańców.